# Stemonitidales
Stemonitidales o Stemonitida (T.Macbr. (1922) ) è un ordine della classe Myxogastria.

## Caratteristiche
Un elemento caratteristico dell'ordine è il plasmodio detto afanoplasmodium, costituito da una columella da cui cresce il capillitium. Rispetto ad altri Myxogastridi mancano invece depositi di calcare. Le spore sono generalmente scure, in genere nerastre o bruno-viola.

## Suddivisione
L'ordine comprende due famiglie:

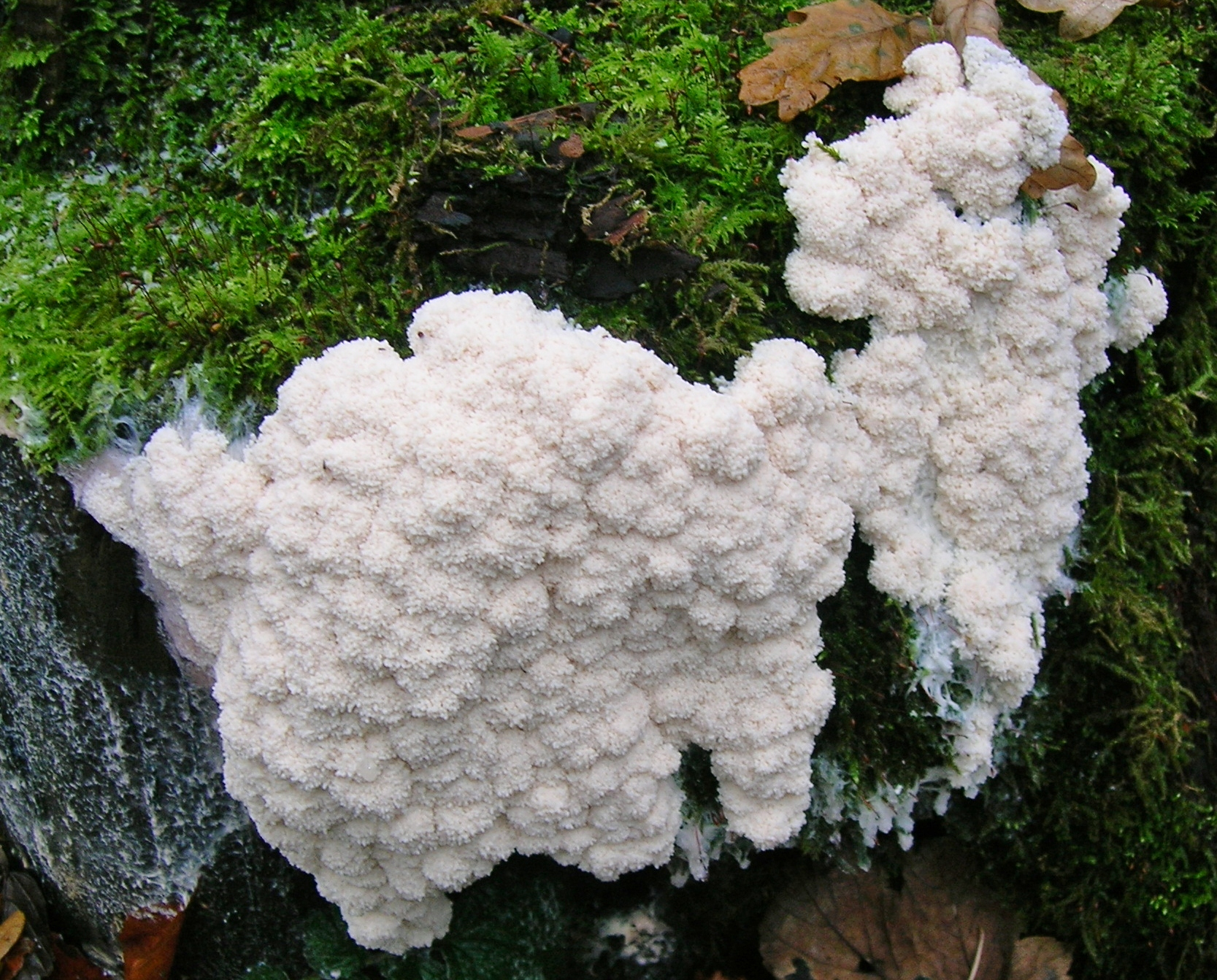
Fase plasmodiale di Brefeldia maxima

- Amaurochaetaceae   J.T. Rostafińsky ex Cooke, 1877
- Stemonitidaceae  E.M. Fries, 1829